# 诺蒙塔纳桥
诺蒙塔纳桥（Ponte Nomentano；在中世纪称为Pons Lamentanus）是意大利罗马的一座古罗马桥梁，诺蒙塔纳街在此跨越阿涅内河。在其历史的大部分时间内，都位于罗马市界以外。这座美丽的桥梁以其中世纪桥塔而闻名，用来守卫罗马北方的重要通道。

## 历史

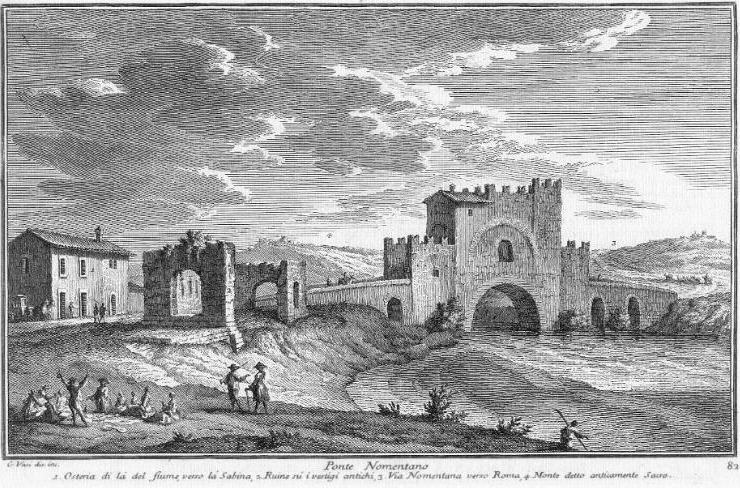
诺蒙塔纳桥

在古代，诺蒙塔纳桥位于奥勒良城墙外，距离诺蒙塔纳门3.9公里。东罗马帝国历史学家普罗科匹厄斯记载，该桥毁于大约547年的哥特战争。

## 结构
诺蒙塔纳桥的上层建筑长31.3米, 在本质上，仍保留了其中世纪特征，而桥的尺寸，总长度60米，宽7.35米，自古罗马以来几乎未变。 15米宽的中央拱显然可追溯到古罗马时期。

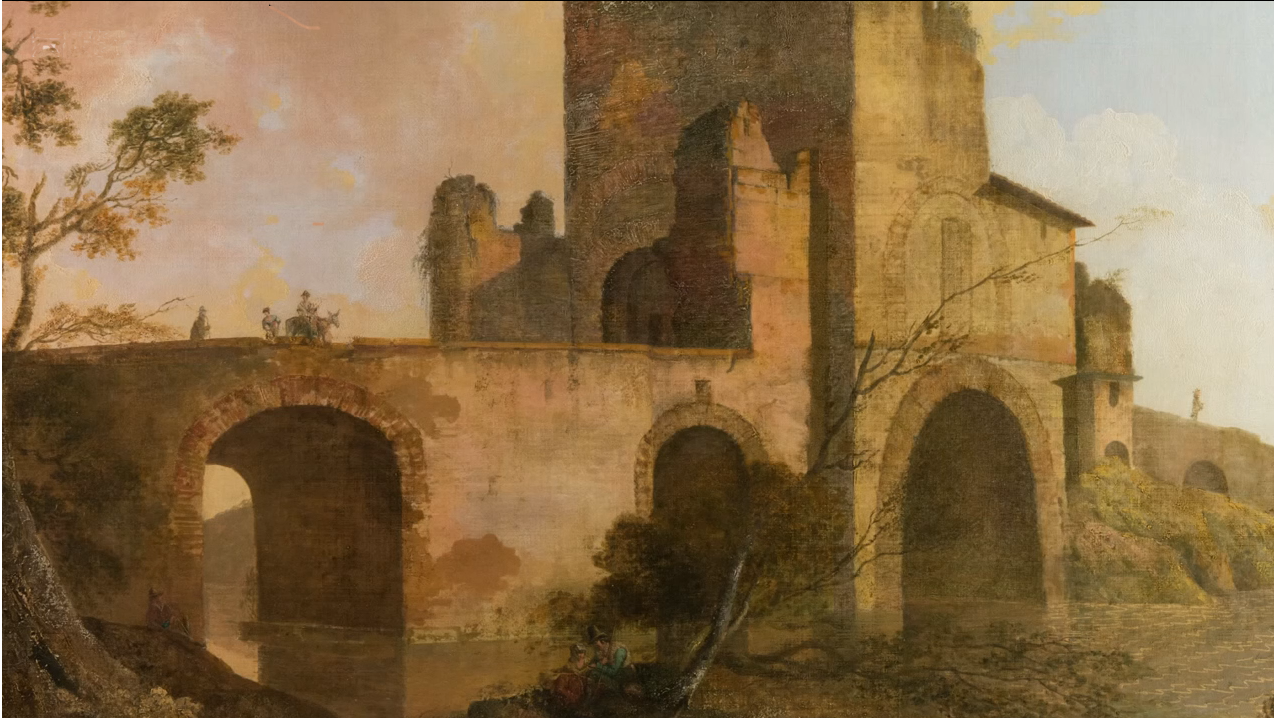
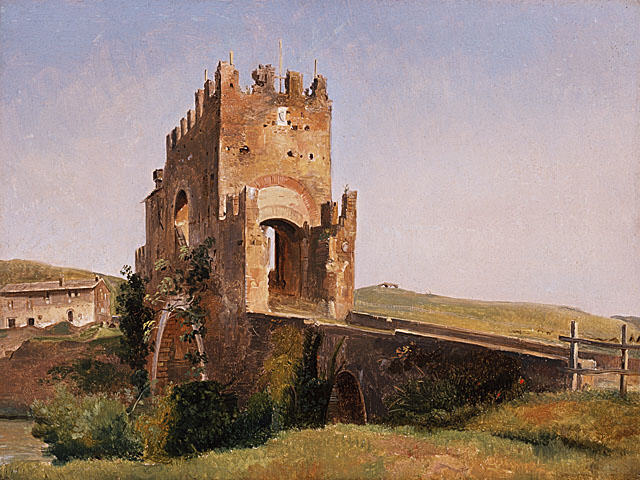
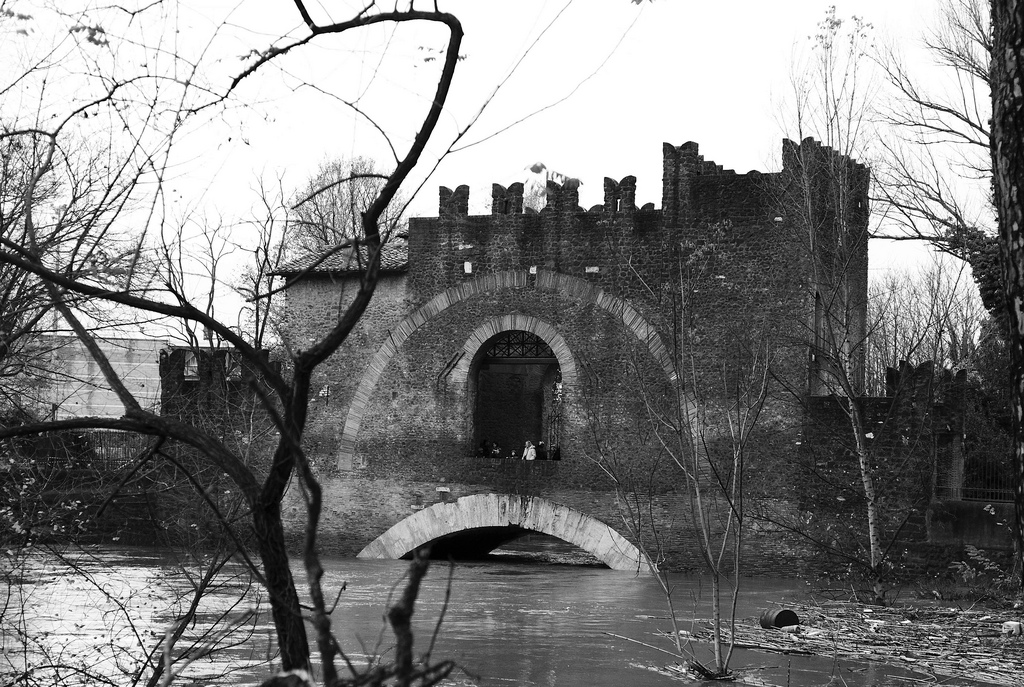
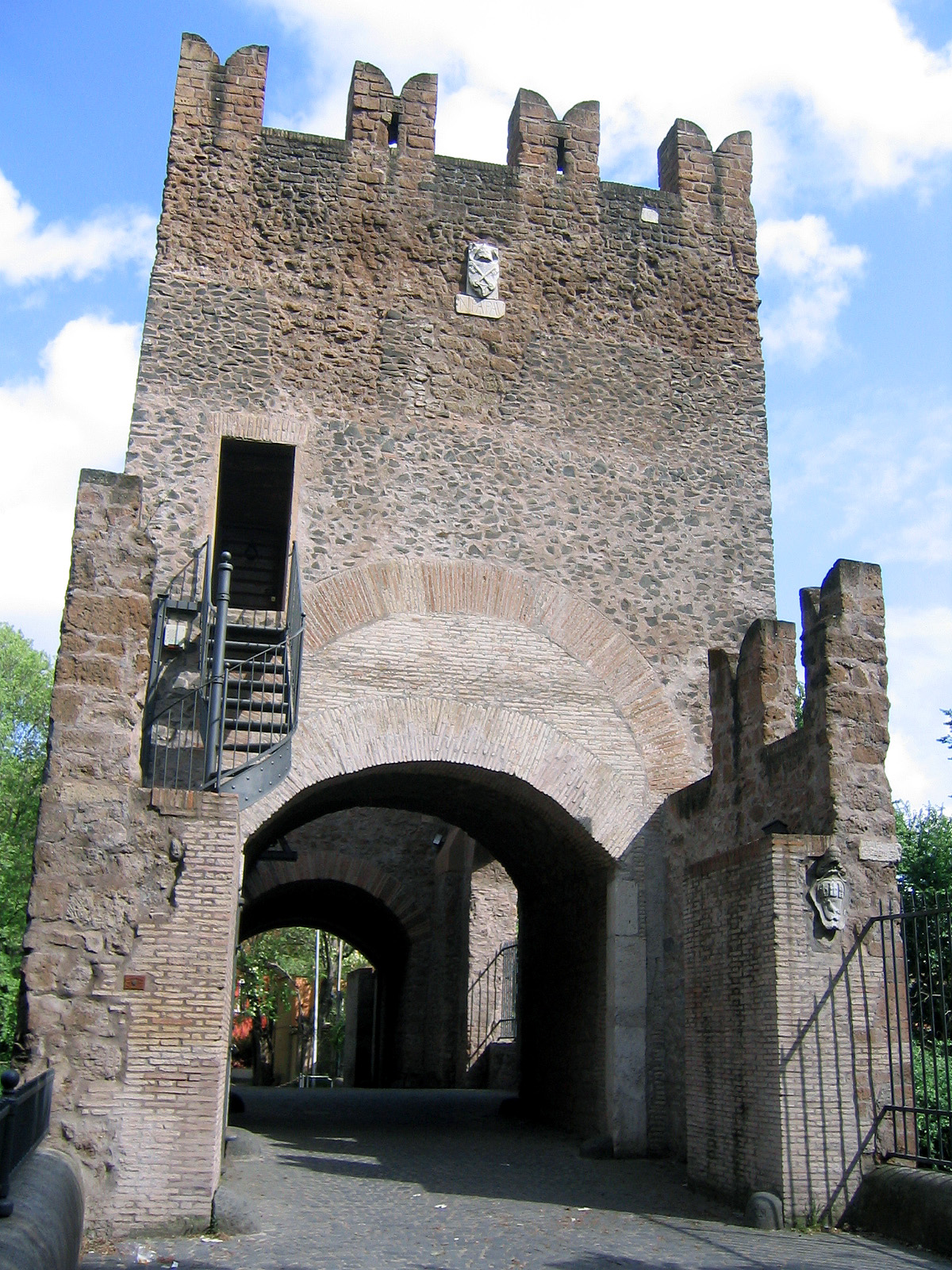
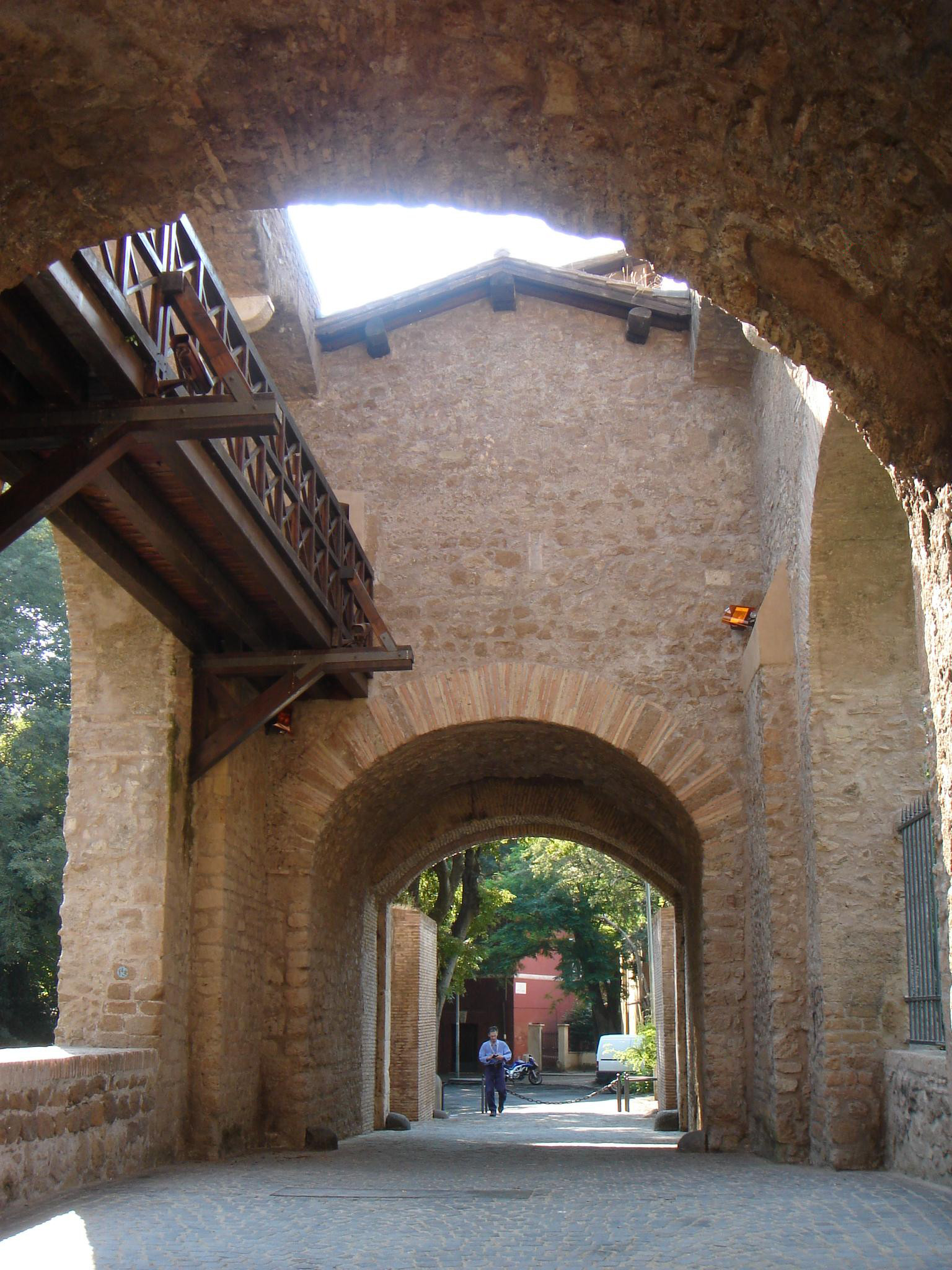